# Heinrich von Redern

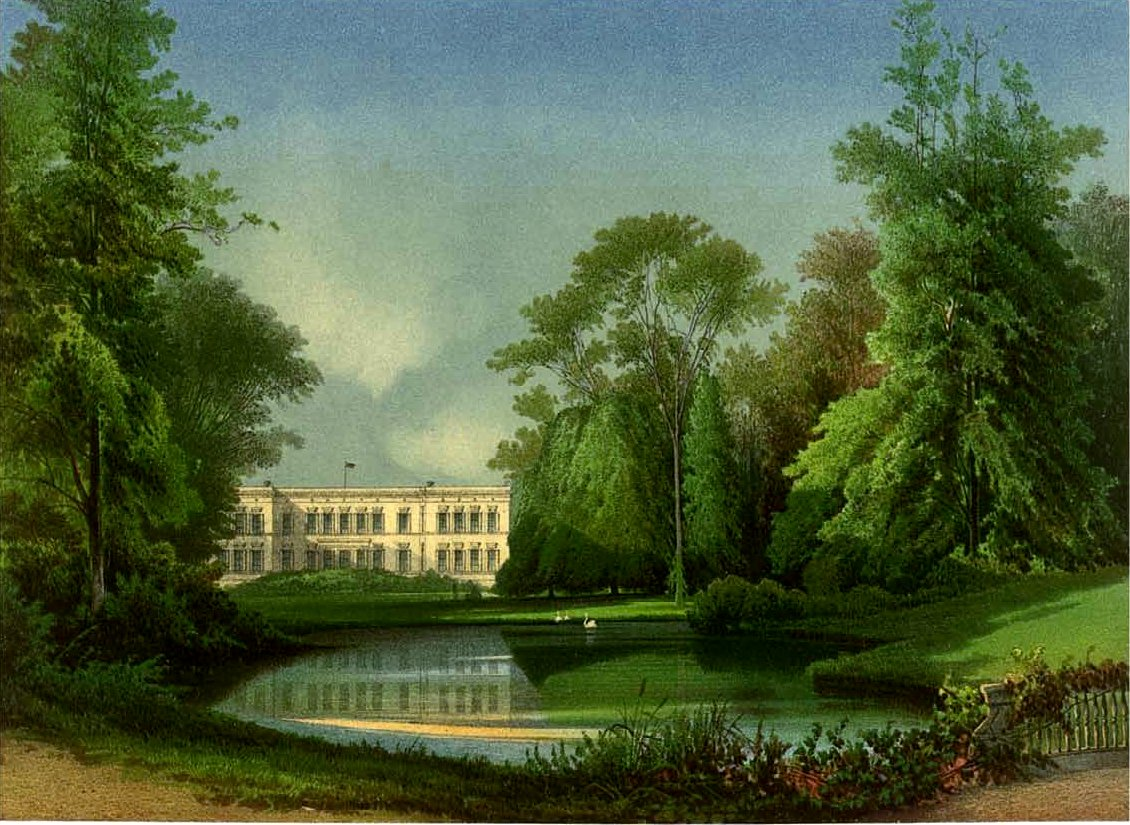
Herrenhaus Görlsdorf im 19. Jh., etwa 1857/58, nach Alexander Duncker

Graf Heinrich Alexander von Redern (* 26. September 1804; † 23. Oktober 1888) war ein preußischer Diplomat.

## Familie
Als Spross havelländischen Uradels wurde Heinrich von Redern dem Königlichen Kammerherrn und Hofmarschall beim Prinzen Heinrich von Preußen, Wilhelm Jakob Moritz Graf von Redern (1750–1816) und seiner zweiten Frau Wilhelmine von Otterstedt (1772–1842) als zweitältester Sohn geboren. Sein älterer Bruder war der Berliner Generalintendant von Opernhaus und Schauspielhaus sowie Komponist Wilhelm Graf von Redern, das Redern'sche Palais in Berlin besaß und die Güter Schloss Lanke und Glambeck erwarb, die Heinrich 1883 erbte. Die Begüterung Görlsdorf umfasste 1879 nach dem amtlich publizierten Generaladressbuch der Rittergutsbesitzer der Provinz Brandenburg, inklusive Redernswalde, konkret 2384 ha aus. Davon waren 1715 ha Forsten, Pächter Ober-Amtmann Schmidt. Der Besitzer lebte in Görlsdorf und von Amts wegen in Berlin. Das Rittergut Frauenhagen nebst Kuhweide gehörte ebenso zu seinem Eigentum. Graf Redern hielt zur Gestaltung des Görlsdorfer Herrensitzes Kontakt zum Landschaftsplaner P. J. Lenné und zum Architekten Carl Knoblauch.
Heinrich von Redern heiratete Victoria Prinzessin Odescalchi (1811–1889). Das Paar hatte drei Kinder. Erbe wurde der älteste Sohn Wilhelm Graf Redern-Görlsdorf (1842–1909). Er war Fideikommissherr auf Lanke und Görlsdorf, kaiserlicher Gesandter und Minister a. D., preußischer Major und verheiratet mit Marie Gräfin Lichnowsky (1861–1933). Deren einziger Sohn Wilhelm Heinrich von Redern, einst Zögling auf der Ritterakademie Brandenburg, der 1914 gefallen ist, war neben drei Schwestern der letzte männliche Namensträger der Familie. Nachmalige Erbin wurde nun die älteste Tochter, respektive Schwester, Viktoria, verheiratet mit Ernst Georg Fürst Lynar (1875–1934) auf Schloss Lindenau, der den Zusatz Graf Redern führte.

## Leben
Graf Redern stand in preußischen diplomatischen Diensten und war Gesandter Preußens in Darmstadt (Großherzogtum Hessen), seit 1846 in Turin (Königreich Sardinien), 1856//57 in Dresden (Königreich Sachsen) und bis 1867 in Sankt Petersburg. Redern war Rechtsritter des Johanniterordens, wirklicher Geheimer Rat, Kammerherr und bekleidete das zeremonielle Amt eines Obergewandkämmerer.
1883 erbte er von seinem älteren Bruder den ausgedehnten Grundbesitz der Familie, darunter das Palais Redern gegenüber vom Brandenburger Tor, in dem er fortan residierte. 1885 nahm er den erblichen Sitz der Familie im Herrenhaus, der auf dem Fideikommiss Greifenberg lag, ein.